# Maurice-Élie Sarthou
 (avril 2015).
Pour les articles homonymes, voir Sarthou.
Maurice-Élie Sarthou, né à Bayonne le 15 janvier 1911 et mort à Paris 13e le 11 juin 1999, est un peintre français, appartenant à la Nouvelle École de Paris.

## Biographie
Orphelin à la suite de la mort de son père au cours de la Première Guerre mondiale, le jeune Maurice-Élie est élevé par sa mère et son grand-père à Montpellier. Après le lycée, en 1927, il obtient l’autorisation d’entrer aux Beaux-Arts de la ville à condition de préparer architecture. Au bout d’un an, il persuade les siens de le laisser étudier à l’atelier de peinture. Il suit dans un premier temps une formation à l’École des Beaux-Arts de Montpellier ; puis en 1930, boursier de la ville de Montpellier en tant que pupille de la Nation, il entre aux Beaux-Arts de Paris.
En 1934, naissance de Francine, sa fille. Pour gagner sa vie, il se présente au professorat de dessin. Il est nommé à Bastia, puis en 1937 à Bordeaux. En 1939, 1940 et 1941, il fait la guerre dans les transmissions.
En 1943, il devient membre de la Société des artistes indépendants bordelais qui organise régulièrement des expositions d’artistes parisiens (Roger Bissière, André Lhote, Charles Walch, etc.) ; cela a sur lui une influence positive ; l’émulation artistique lui permet d’affirmer encore plus intensément son style. En 1948, il rencontre l’écrivain Raymond Guérin qui lui fait connaître Maurice Toesca, Marcel Arland et, plus tard, Jean Paulhan. Il illustre en 1950 une plaquette de Raymond Guérin Fragment testamentaire.
En 1949, il est choisi par Jacques Lassaigne, venu présider à Bordeaux la sélection régionale du prix de la jeune peinture. Il obtient le prix Drouant, soit la première mention du prix (quatrième prix sur plus de 90 concurrents, dont Lagrange, Lapoujade, Rebeyrolle, également mentionnés). Dans le jury figure Gaston Diehl qui l’a remarqué et l’invite au Salon de mai dont il est le fondateur. C’est la première manifestation de Sarthou auprès du public parisien avec deux toiles : Nature morte et Fenêtre ouverte. Il participera à ce salon jusqu’en 1963.           
Il s’installe à Paris en 1950, où il est nommé professeur de dessin au lycée Henri-IV, ce qui lui permet d’exposer dans les salons de la capitale et d’être davantage reconnu.
À partir de 1950, autour de Jean Paulhan, se réunissent aux arènes de Lutèce, le dimanche matin, pour jouer aux boules : Maurice Toesca, Jérôme Lindon, Yves Berger, Claude Simon, André Bay, Marcel Jouhandeau, Sarthou.
François Desnoyer, qu’il a rencontré en 1951 au Salon de mai, le présente au marchand parisien Marcel Guiot, avec qui une relation d’amitié s’instaure ; à partir de 1955, Sarthou expose très régulièrement ses nouvelles œuvres dans la galerie de Marcel Guiot à laquelle il restera fidèle. Ceci n’empêche pas de nombreuses autres expositions particulières en France et à l’étranger. Au cours du temps, de nombreux musées, en France et à l’étranger, ainsi que d’autres institutions (conseil régional du Languedoc-Roussillon, Maisons de la culture, etc.) lui consacrent des expositions rétrospectives.
Il participe également à de nombreux salons : Salon de mai ; Salon d’automne qui fait un Hommage à Sarthou en 1979 ; Salon comparaisons ; Les peintres témoins de leur temps ; Le groupe des 109 ; Les Grands Prix de la Biennale de Menton ; La Biennale des Yvelines, etc. Enfin, il présente ses œuvres dans de nombreuses expositions de groupe.
En 1952, après son arrivée à Paris, il délaisse la côte basque et le bassin d’Arcachon (1937-1950) au profit du Languedoc et de la Provence. Il se fixe à Sète.
En 1956, il fait le portrait d’André Chamson pour Les Peintres témoins de leur temps.
En 1958, il abandonne le professorat de dessin pour ne se consacrer qu’à sa peinture.
En 1961, Jean-Albert Cartier organise une exposition « Dix peintres français autour de Jacques Villon » au Palais de la Méditerranée à Nice ; à cette occasion, Jean Paulhan écrit pour Sarthou une préface. Cette exposition sera présentée notamment au musée des beaux-arts de Nancy, à Tours et au Luxembourg.
En 1962, l’éditeur Jacques Vialetay lui demande d’illustrer Lou Biou de Folco de Baroncelli-Javon. Il exécute à Reims, dans l’atelier du maître verrier Simon deux vitraux pour l’église de Bouchevilliers, dont l’un, dans l’abside, voisine avec un vitrail de Jacques Villon.
En 1964, il sympathise avec le photographe Lucien Clergue, rencontré à Arles. Les deux couples, Lucien et sa femme Yolande, Sarthou et Dora, resteront amis jusqu’au décès de Sarthou en 1999 et de Dora en 2002. À Arles, il fait la connaissance de Michel Tournier qui écrira sur lui plusieurs textes dont une préface pour l’exposition à la Galerie Findlay à New York en 1974.
En 1966, il illustre Regards sur la mer de Paul Valéry ; Agathe Rouart-Valéry présente le livre de son père par un avant-propos. À la demande de la Société normande des amis du livre, il illustre en 1967 Le Bateau ivre d’Arthur Rimbaud.
En 1972, le 25 septembre, débute le tournage du film pour FR3 Toulouse Sarthou ou le peintre des éléments sur une idée de Marc Alyn et de Madeleine Attal, réalisation de Josée Dayan.
En 1976, il fait partie de la délégation française pour l’exposition itinérante au Japon « Sélection du Salon d’automne de Paris “Maîtres contemporains” - Exposition Nika-Kai ». Son voyage en avion par le pôle lui inspire un nouveau thème : la banquise.
En 1977, à l’inauguration du Centre Georges-Pompidou, est exposé au cabinet des dessins un des lavis préparatoires pour sa toile Les Dunes (1971), acquise par l’État.
En 1981 est édité le livre d'art L'Épervier de Maheux, de Jean Carrière, prix Goncourt, illustré de reproductions en double page de 30 gouaches originales de Sarthou.
Maurice-Élie Sarthou réalise une peinture sensorielle ; il est à la charnière de la figuration et de l’abstraction.
Pierre Georgel, dans la préface de l’exposition Sarthou au musée Paul-Valéry à Sète en 1973, écrit : 

« De l’œuvre de Villon, il retenait l’essentiel : la vision lyrique de la nature, exprimée par une géométrie colorée, issue de l’Orphisme et de la Section d’Or. Villon aimait d’ailleurs beaucoup sa peinture : il me l’a dit à plusieurs reprises et je suis heureux d’en témoigner … Picasso disait : “On met longtemps à devenir jeune.” Sarthou a eu la chance de connaître ou de retrouver le feu de l’adolescence à l’âge où les autres se sclérosent. Il en a la spontanéité et l’ardeur, sans la maladresse. L’instinct, sans doute, suscite les jaillissements, les giclures, les zébrures, les morves de peinture qui font parfois ressembler ses tableaux aux plus belles réussites du tachisme gestuel, mais l’instinct n’y suffirait pas. Ici intervient la référence — lointaine, intuitive, mais constante — à la nature. »

Sarthou meurt à 88 ans en 1999 ; il est enterré au cimetière marin de Sète. Dora, son épouse, morte à Sète le 11 décembre 2002, repose auprès de lui.

## L'œuvre
Sarthou a réalisé plus de 1 700 peintures à l'huile, près de 900 aquarelles, gouaches, lavis, dessins et pastels, plus de 100 lithographies, des livres illustrés, des tapisseries, des vitraux et des décorations murales. Les objets de sa représentation sont essentiellement les quatre éléments naturels : l’eau, la terre, le feu et le ciel. Mais son art est une synthèse entre son approche visuelle et son expérience intérieure. Cette « réalité transposée », selon son expression, le place, parmi la Nouvelle École de Paris, dans le mouvement de la « figuration allusive » et le rapproche de l’abstraction lyrique. Caractérisé par la sensibilité à la lumière et l’affirmation de la couleur, son style s’apparente ainsi au « tachisme gestuel », comme l’a écrit Pierre Georgel dans la préface de l’exposition Sarthou au Musée Paul Valéry à Sète en 1973.

## Prix et distinctions
En 1949, Sarthou obtient le prix Drouant à Paris ; en 1953, le second prix Bührle à Zürich ; un an après, le deuxième prix du Dôme à Paris, décerné par un jury composé uniquement de peintres : Jacques Villon, François Desnoyer, André Lhote, Edouard Pignon, Gustave Singier, Roger Chastel, etc. Puis, en 1955, le prix de la Critique à Paris lui est attribué ainsi qu'à Raoul Pradier et, en 1957, le Premier prix de la ville de Menton à la Biennale ; par la suite, en 1980, le Premier Grand Prix de la 7e Biennale internationale de Mérignac et, en 1985, le Grand prix de l’Orangerie du château de Versailles.

### Décorations
- Officier de l'ordre des Palmes académiques (1958)
- Chevalier de l'ordre des Arts et des Lettres (1962)

## Musées
Les œuvres de Sarthou sont présentes dans de nombreux musées et institutions, notamment dans le Fonds national d'art contemporain à Paris-La Défense, au musée national d'Art moderne, au musée d'art moderne de la ville de Paris, à la Bibliothèque nationale de France à Paris, au Musée national d’histoire et d’art du Luxembourg, au musée d'art et d'histoire de Genève, à la Stanford University à San Francisco, au Museum of the Princeton University, au Cincinnati Art Museum, au Musée de Sofia, au musée Fabre à Montpellier, au musée Toulouse-Lautrec à Albi, au musée Réattu à Arles et au musée Paul-Valéry à Sète.

## Expositions

### Expositions rétrospectives
- 1968 - Musée Fabre - Montpellier - 44 œuvres exposées
- 1969 - Musée Réattu - Ancien Grand Prieuré de Malte - Arles - 80 œuvres exposées
- 1969 - Centre culturel - Toulouse - 30 œuvres exposées
- 1971 - Centre culturel - Salle des fêtes de l’Hôtel de Ville - La Seyne-sur-Mer - 70 œuvres exposées
- 1973 - Musée Paul-Valéry - Sète - 90 œuvres exposées
- 1974 - Centre culturel - Salle du Septier - Salon de Provence - 61 œuvres exposées
- 1976 - Galerie d’art municipale - Théâtre municipal - Esch-sur-Alzette - Luxembourg - 28 œuvres exposées
- 1978 - Centre culturel - Foyer du Théâtre municipal - Esch-sur-Alzette - Luxembourg - 70 œuvres exposées
- 1978 - Musée du Bastion Saint-André - Antibes - 40 œuvres exposées
- 1981 - Musée Toulouse-Lautrec - Albi - 61 œuvres exposées
- 1983 - Galerie d’Art Municipale - Théâtre municipal - Esch-sur-Alzette - Luxembourg - 38 œuvres exposées
- 1985 - Château de Vascœuil - Centre Régional d’art et de culture - Vascœuil - 99 œuvres exposées
- 1985 - Musée des Beaux-Arts - Dijon - 62 œuvres exposées
- 1986 - Maison de la Culture André-Malraux - Bourges - 55 œuvres exposées
- 1987 - Fondation Soulac-Médoc - Musée d’Art et d’Archéologie - Soulac-sur-Mer - 69 œuvres exposées
- 1988 - Musée Paul Valéry - Sète - 65 œuvres exposées
- 1993 - Fondation Charles Cante - Mérignac - 65 œuvres exposées
- 1995 - Espace Molière - Agde - 33 œuvres exposées
- 1996 - Espace Languedoc-Roussillon - Hôtel de Région - Montpellier - 35 œuvres exposées
- 1998 - Städtische Galerie im Rathausfletz - Neuburg an der Donau - Allemagne - 20 œuvres exposées
- 1999/2000 - Le Théâtre - Scène nationale de Narbonne - Narbonne - 26 œuvres exposées
- 2007 - Chapelle des Jésuites - Nîmes - 27 œuvres exposées
- 2008 - Foyer des Campagnes - Poussan - 38 œuvres exposées
- 2013 - Musée Toulouse-Lautrec - Albi - 69 œuvres exposées[7],[9]
- 2014 - Musée Fabre - Montpellier - 51 œuvres exposées[10]

### Expositions particulières
Plus de 100 expositions particulières, dont :
- 1955, 1956, 1957, 1959, 1960, 1962, 1964, 1966, 1969, 1973, 1974, 1977, 1979 et 1985 - Galerie Guiot - Paris
- 1958 - Galerie Colline - Oran
- 1959 et 1966 - Galerie Art et Décoration - Montpellier
- 1960 et 1968 - Galerie La Gravure - Lausanne
- 1961, 1966, 1972 et 1988 - Galerie Léandro - Genève
- 1964 - Galerie Paul Bruck - Luxembourg
- 1965 - Galerie Zu Predigern - Zürich
- 1966 - Exposition pour la sortie de Regards sur la mer de Paul Valéry - Galerie des Éditions Vialetay - Paris
- 1966 et 1975 - Galeria Marcos Castillo - Caracas
- 1967 - Galerie Emile Walter - New York, Cleveland, St Louis, Baltimore
- 1967 et 1982 - Galerie du Fleuve - Bordeaux
- 1969 et 1971 - Millioud Gallery - Houston - Texas
- 1969 et 1974 - Galerie David Findlay - New York
- 1970 et 1973 - Galerie Simone Boudet - Toulouse
- 1971 - L’enfance Sétoise de Paul Valéry (1871 - 1884) - Musée Paul-Valéry - Sète
- 1972 et 1976 - La Galerie - Nîmes
- 1975 - Galerie Saint Michel - Luxembourg
- 1976, 1978 et 1983 - Konstsalong - Vasastadens  - Galery “Exhibit Center” - Göteborg
- 1979, 1984 et 1986 - Galerie Protée - Toulouse
- 1979 - Galleri Victoria - Oslo
- 1980,1983 et 1987 - Galerie Hélène Trintignan - Montpellier
- 1987 et 1991 - Galerie Chardin - Paris
- 1988, 1991 et 1993 - Tokyo
- 1993,1998 et 2002 - Galerie des Arts - Nîmes
- 1997 et 2001 - Atlantis Gallery - Galerie Marie-Jane Garoche - Paris
- 2007 et 2011 - Galerie Fleury - Paris
- 2008 et 2015 - Galerie Dock Sud - Sète
- 72016 - Salle d'exposition La Citerne - Les Baux-de-Provence
- 2018 - Galerie Dock Sud - Sète

### Salons
Participation à plus de 150 salons, dont :
- 1941 à 1945 - Salon des Sociétés artistiques de Bordeaux
- 1949 à 1963 - Salon de Mai - Paris
- 1951 à 1988 - Salon d'automne - Paris
- 1955 à 1960 - Les peintres témoins de leur temps - Paris
- 1955 à 1970 - Les Grands Prix de la Biennale de Menton - Biennales internationales de peinture - Menton
- 1957 - Les Grands Prix de la Biennale de Menton - Deuxième biennale de peinture - Palais de l’Europe - Menton
- 1957 à 1988 - Salon Comparaisons - Paris
- 1958 et 1960 - Salon des Tuileries - Paris
- 1965 Salon Biarritz - San Sebastián.
- 1965, 1978 et 1980 : Salon du Dessin et de la Peinture à l’eau - Musée d'art moderne de la Ville de Paris
- 1970 à 1976 - 1e à 4e Biennales internationales des peintres de la Provence - Aix-en-Provence
- 1974 à 1987 - Biennale des Yvelines - Versailles
- 1976 à 1982 - 5e à 8e Biennale internationale de Mérignac
- 1978 à 1988 - Salon Septemvir - Bordeaux
- 1935 - Salon des artistes français - Paris
- 1950 - 27e Salon des Indépendants Bordelais - Bordeaux
- 1956 - 4e Biennale internationale de la lithographie en couleurs - Cincinnati Art Museum
- 1958 - Première Biennale de Jeune Peinture Contemporaine de Bruges
- 1960 - Biennale Internationale de la lithographie « Bianco et Nero » - Lugano
- 1963 - Biennale de Tokyo - VIIe Exposition internationale de peinture contemporaine
- 1964 - Salon Grands et Jeunes d’Aujourd’hui - Paris, Marseille, Salon-de-Provence
- 1977 - 2e Biennale française de la tapisserie en hommage à Le Corbusier
- 1978 à 1988 - Salon Septemvir - Galerie des Beaux-Arts - Bordeaux
- 1980 - Salon des artistes indépendants normands - Rouen (invité d'honneur)[11]
- 1992 et 1993 - 7e et 8e Salon des arts de l’air et de l’espace - École nationale supérieure d’ingénieurs de constructions aéronautiques - Toulouse
- 1994 - 28e Prix International d’Art Contemporain de Monte-Carlo - Musée national de Monaco - Monte-Carlo
- 2011 - Pavillon des arts & du design - Jardin des Tuileries - Paris - 11 œuvres exposées
- 2014 - Art Élysées - Champs-Élysées - Paris -10 œuvres exposées
- 2018 - ART MONTPELLIER - Montpellier - 5 œuvres exposées

### Expositions de groupe
Participation à plus de 240 expositions de groupe, dont :
- 1949 - Prix de la jeune Peinture - Galerie Drouant-David - Paris
- 1951 - Prix du Dôme - Galerie des Beaux-Arts - Paris
- 1953 - Sélection du « Prix Bührle » – Galerie Kaganovitch - Paris
- 1954 - Sélection du Prix Othon Friez - Galerie Saint Placide - Paris
- 1955 à 1963 - Ecole de Paris - Galerie Charpentier - Paris
- 1955 - « 9e Premio Lissone » - Lissone et Milan - Italie
- 1955 - Peintres d’aujourd’hui, France - Italie - Pittori d’oggi, francia - italia - Turin et Lissonne - Italie
- 1955 - Exposition des sélectionnés du « Prix de la Critique » - Galerie Saint-Placide - Paris
- 1956 - École de Paris - Haus der Kunst – Galerie Charpentier - Munich - Allemagne
- 1957 - Première Quadriennale de la Peinture Française - Genève et Bâle - Suisse
- 1957 - Prix Greenshields - Galerie Charpentier - Paris
- 1959 - Exposition d’Art Français Contemporain - Tokyo - Japon
- 1959 - Le pétrole vu par cent peintres - Palais Galliera - Paris (tableau : Port pétrolier)[12]
- 1960 - Gouaches, aquarelles, monotypes - Roland Bierge, Camille Hilaire, Jean-Jacques Morvan, Michel Patrix, Maurice-Élie Sarthou, Galerie Anfora, Paris[13]
- 1961 - « Prix Marzotto » - Exposition de peinture contemporaine - Communauté européenne
- 1961 - Inauguration du musée d’art moderne de la Ville de Paris - Paris
- 1962 - Jacques Villon - Sarthou - Philippe Lorin : Peintures - Aquarelles - Lithographies - Galerie Tony Spinazzola - Aix-en-Provence
- 1965 - Peintres Français Contemporains - Exposition itinérante - Californie du Nord, Ville Charlotte, Miami, Cincinnati
- 1974 - Jean Paulhan à travers ses peintres - Grand Palais - Paris
- 1978 - Les Huns - Collection particulière de Marius Rey - Hôtel Salomon de Rothschild - Paris
- 1980 - Donation Charles et Pierrette Sorlier : La lithographie au XXe siècle - Musée de l’Abbaye Sainte Croix - Les Sables-d'Olonne
- 1983 - Languedoc-Roussillon - Heidelberg - Allemagne
- 1983 à 1989 - Expositions du Groupe "109 Peintres et Sculpteurs”
- 1985 - Guy Bardone, Philippe Cara Costea, Michel Ciry, Bernard Conte, Camille Hilaire, Jean Jansem, Maurice-Élie Sarthou - Orangerie du château de Versailles
- 1987 - Art français en Norvège - (Ti malere fra Paris) - Sheraton Hotel Oslo Fjord - Oslo - Norvège
- 1990 - Exposition rétrospective de plusieurs peintres - Foyer du Théâtre municipal - Esch-sur-Alzette - Luxembourg
- 1994 - 25 Années d’Art Contemporain - Exposition rétrospective - Château de Vascœuil - Centre Régional d’Art et de Culture - Vascœuil
- 2015 - Vues : Un siècle de regard sur les Alpilles - Auguste Chabaud, Albert Gleizes, Raymond Guerrier, André Marchand, Mario Prassinos, Maurice-Élie Sarthou, René Seyssaud, Jacques Winsberg - Musée Estrine - Saint-Rémy-de-Provence
- 2018 - Peinture et poésie - Musée Paul Valéry - Sète
- 2019 - Trois Maîtres - Château Lescombes - Eysines - Bordeaux Métropole
- 2022-2023 - Sacrément Sud - Galerie Ô marches du Palais -  ancienne chapelle des Pénitents blancs - Lodève

### Monographies
On peut citer notamment :
- 1968 - SARTHOU d’André Bay, éditions Pierre Cailler - Genève. Collection « Peintres et sculpteurs d’hier et d’aujourd’hui », (H = 18,5 cm ; L = 16 cm ; 38 pages de texte et 103 illustrations dont 13 en couleur)'
- 1977 - SARTHOU de Maurice Toesca, éditions Martet-Weber diffusion - Paris

(H = 26 cm ;
L = 24,5 cm ; 212 pages et 176 illustrations dont 64 en couleur)

### Encyclopédies, Dictionnaires et Livres sur l’art
Les principaux ouvrages de ce type sont :
- 1958 - L’Art International Contemporain - « L’Art contemporain en France et l’École de Paris » de Raymond Cogniat - Éditions Art et industrie - Paris

- 1960 - École de Paris, son Histoire, son Époque de Raymond Nacenta - Éditions Seghers - Paris

avec, page 185, une reproduction en
couleur de « Nature morte aux soleils », huile sur toile de 1958 de
dimensions 130 x 89 cm
et, page 340, une courte biographie « SARTHOU Maurice »
- 1961 - « La peinture moderne dans le monde » de Gaston Diehl - Éditions Flammarion - Paris
- 1962 - Dictionnaire Bénézit - « La galerie des hommes célèbres » de Lucien Mazenot - Éditions Bénézit - Paris
- 1963 - « Paroles en couleur, avec Paul Charlot, Camille Hilaire, Jean Marzelle, Marcel Mouly, Daniel Ravel, Maurice-Elie Sarthou, Claude Schürr »  de Gisèle d’Assailly - Éditions Julliard - Paris

Chapitre sur Sarthou (pages 43 à 47) - Reproductions de 4 œuvres de Sarthou entre les pages 174 et 175
- 1964 - Le midi des peintres de Pierre Cabanne - collection Tout par l'image', Éditions Hachette - Paris

Un texte de Pierre Cabanne, historien d’art, illustré de nombreuses reproductions d’œuvres d’artistes peintres, dont une de Sarthou : “Soir au Vaccarès” -1961, en couleur, page 11
- 1965 - Dictionnaire de l’art contemporain de Raymond Charmet - Éditions Larousse - Paris

collection « Les dictionnaires de l’homme du XXe siècle »
avec un article de 16 lignes dédiées à Sarthou, page 261 
- 1967 - Encyclopédie Larousse - L’Art du XXe siècle - « La nouvelle transcription du réel »[14] de Joseph-Emile Muller - Éditions Larousse - Paris
- 1970 - L’Art et le Monde Moderne de René Huygue et Jean Rudel - Éditions Larousse - Paris

une peinture à l’huile sur toile en couverture et page 344, « Marais
phosphorescent » - 1968, 80 x 80 cm
- 1975 - Dictionnaire international des Arts - « Sarthou » de Pierre Cabanne - Éditions Bordas - Paris

avec 4 illustrations de Sarthou : 1 dessin à l’encre de chine, 1 lithographie originale en couleur, 2 peintures à
l’huile sur toile
- 1975 - Dictionnaire universel de la peinture - « Sarthou Maurice » sous la direction de Robert Maillard - Éditions Le Robert - Paris

Article sur Sarthou, tome VI, page 69, pas
de reproduction
- 1979 - Dictionnaire des Arts - « Sarthou Maurice-Elie » de Pierre Cabanne - Éditions Bordas - Paris

Article de 7 lignes, page 1190, volume 2, accompagné, page 1191, de la reproduction en couleur d’une peinture à l’huile
sur toile Les Dunes - 1972
- 1993 - Dictionnaire des peintres - L’École de Paris 1945-1965 de Lydia Harambourg - Éditions Ides et Calendes - Neuchâtel

avec, pages 426 et 427, un article sur Sarthou et une reproduction de "Incendie dans les
Alpilles" - 1963 ; H = 130 cm ; L = 162 cm ; signée en bas à droite ; œuvre détenue par le musée Paul-Valéry à Sète
- 1995 - Dictionnaire International des Arts de Pierre Cabanne - Éditions Bordas - Paris, pages 1190-1191
- 1996 - Le Tabor et le Sinaï de Michel Tournier - Éditions Gallimard - Paris, pages 151-156

### Revues
Plus de 70 revues dont :
- The Studio - Magazine of Contemporary Art - London and Beccles
- The Connoisseur - London
- Architektur und Kultiviertes Wohnen - Hamburg
- Revue Style - Lausanne
- Les Cahiers d’art - Genève

et, à Paris, L'Œil, Arts, Arts Actualité Magazine, Le Jardin des Arts, Prisme des Arts, Connaissance des Arts, La Galerie des Arts, La Gazette de l'Hôtel Drouot, Connaissance des hommes, Medica, etc.

### Articles de journaux
De nombreux articles de journaux et d'hebdomadaires ont été consacrés à Sarthou.

## Audiovisuel
Plusieurs émissions de radio et de télévision ont eu Sarthou comme sujet ou l’ont fait intervenir.
On peut citer par exemple :
- cinq émissions de France Culture, en 1965 une interview de Sarthou par Harold Portnoy, en 1969 et 1971 deux émissions de Claude Samuel et Pierre Cabanne, en 1970 une émission de André Parinaud, et en 1972 une émission en 4 épisodes de Roger Bouillot : « Entretiens avec Sarthou »
- une émission de France Musique en 1969 : « Maurice Sarthou » de Roger Bouillot
- une émission de télévision de l’ORTF à Montpellier en 1965 : « Le peintre Sarthou chez lui », interview par Madeleine Attal
- une émission de télévision de l’ORTF à Montpellier en 1968 : « Mirages médités », réalisée par Madeleine Attal et Frédéric-Jacques Temple
- une émission de télévision sur la deuxième chaîne de l’ORTF en 1973 : « Interview à Sète : André Delvaux, cinéaste et Sarthou »
- une émission de télévision sur la deuxième chaîne de l’ORTF en 1973 sur l’exposition Sarthou au Musée Paul Valéry à Sète, réalisée par J.P. Lovichi et Rosine Stefanini
- une émission de télévision sur la deuxième chaîne de l’ORTF en 1973 : « Forum des Arts », reportage d’André Parinaud, durée 50 minutes, dont un entretien avec Sarthou
- un film pour FR3 Toulouse en 1975 : « Sarthou ou le peintre des éléments », interview par Madeleine Attal, réalisation par Josée Dayan, durée 22 minutes
- un film pour Radio Luxembourg en 1976 : « Portrait d’artistes : Sarthou », interview de Sarthou par Liliane Thorn-Petit, réalisation Navadic, durée 30 minutes
- une émission de FR3 Toulouse en 1981 : « Signes : Jean Carrière et Maurice Sarthou », dialogue entre l’écrivain et le peintre à propos de l’illustration par Sarthou de « L’épervier de Maheux » de Jean Carrière, réalisation par Geoffroy Pieyre de Mandiargues, durée 13 minutes
- une émission de FR3 Toulouse en 1986 : « Magazine 18/19 », interview de plusieurs artistes (Claude Lelouch, Sabine Azema, etc.) dont Sarthou dans son atelier